# Lac Assinica
Der Lac Assinica ist ein See in der regionalen Grafschaftsgemeinde Jamésie der Verwaltungsregion Nord-du-Québec der kanadischen Provinz Québec.

## Lage
Der Lac Assinica befindet sich 75 km westlich des Lac Mistassini. Er speist den Rivière Assinica, einen Nebenfluss des Rivière Broadback. Der Lac Assinica ist von zahlreichen Sumpfgebieten umgeben. Er hat eine Wasserfläche von 93 km². Der See weist eine Längsausdehnung in WSW-ONO-Richtung von 20 km sowie eine maximale Breit von etwa 8 km auf.
Das 8885 km² große Naturschutzgebiet Réserve faunique Assinica umschließt den See.